# Сич-1
«Сич-1» (укр. Січ-1; англ. Sich-1) — первый украинский космический аппарат, искусственный спутник Земли, предназначавшийся для наблюдения за поверхностью планеты с орбиты в интересах хозяйственной деятельности и проведения научных экспериментов по исследованию ионосферы и магнитосферы. Функционировал в 1995—2001 годах.
Разработчик: Государственное предприятие «Конструкторское бюро „Южное“ им. М. К. Янгеля». Производитель: Государственное предприятие «Производственное объединение „Южный машиностроительный завод им. А. М. Макарова“».
КА «Сич-1» был запущен 31 августа 1995 года с космодрома «Плесецк» (Россия) с помощью ракеты-носителя «Циклон-3». Работал до 14 декабря 2001 года.

## Назначение спутника
Основными задачами КА «Сич» являются:
- Контроль состояния растительности, загрязнения грунта и внутренних водоемов
- Контроль границы и состояние снежного пласта
- Ледовая разведка
- Исследование физико-геологических структур
- Исследование планетарного распределения электрических полей и токов
- Исследование конвективных движений ионосферной плазмы
- Обнаружения электромагнитных излучений, вызванных сейсмической активностью Земли
- Исследование влияния инфразвука на ионосферу
- Эксперименты с наземными источниками мощного акустического излучения
- Модификация плазмы вокруг космического аппарата — телеметрическим излучением бортового передатчика
- Сравнение независимых экспериментальных методик измерения плотности электрического тока в ионосфере